# Васенков, Валентин Васильевич
Валенти́н Васи́льевич Васенко́в (26 апреля 1953 года, Камышин — 31 декабря 2022 года, Санкт-Петербург) — советский и российский композитор, автор музыки к мультфильмам. Один из основателей и первый директор студии «Мельница».

## Биография
Валентин Васильевич Васенков родился 26 апреля 1953 года в городе Камышин, Волгоградская область. 
В 1972 окончил Камышинское музыкальное училище по классу баяна и дирижирования.
С 1972 по 1974 годы проходил срочную службу в городе Кронштадт в военном оркестре. После службы в армии была сверхсрочная служба в военном оркестре ВВМУРЭ им.Попова. После окончания службы работал пианистом в Доме свадебных торжеств «Невские Зори».
Некоторое время по вечерам выступал пианистом в различных ресторанах совместно со своим товарищем и коллегой Александром Боярским.
В 1992 году Васенков и Боярский на базе киностудии «Леннаучфильм» создал студию звукозаписи «Миди-синема». Познакомившись с работавшими на «Леннаучфильме» художниками-мультипликаторами Ренатом Газизовым и Константином Бронзитом, Васенков и Боярский начали сотрудничать с ними в создании мультфильмов, после чего у Боярского появилась идея открытия собственной студии анимации. В 1998 году Васенков и Боярский стали учредителями компании «Студия анимационного кино „Мельница“», при этом Васенков стал её директором и акционером.
Васенков — автор музыки ко многим мультфильмам студии «Мельница» и Константина Бронзита, в том числе первым трём фильмам цикла «Три богатыря». За музыку к фильму Бронзита «Мы не можем жить без космоса» (2014) был номинирован на I Национальную анимационную премию «Икар».
Работал как композитор на студии «Мельница» с 1999 по 2014 год. Причина его ухода со студии была обусловлена тяжёлой болезнью и с этого момента он не писал музыку к мультфильмам (за исключением авторских работ Константина Бронзита), но его мелодии продолжают использоваться в новых мультфильмах «Мельницы».
Умер 31 декабря 2022 года в Санкт-Петербурге.

## Личная жизнь
Супруга (с 1975 года) — Галина Сергеевна Васенкова (Артёмова) (род. 1950), домохозяйка.
- Сын — Антон Валентинович Васенков (род. 1978), выпускник факультета прикладной математики — процессов управления СПбГУ.
  - внук — Александр (род. 2018)
  - внучка — Анастасия (род. 2014)
- Сын — Данила Валентинович Васенков (род. 1982), выпускник Математико-механического факультета СПбГУ

## Фильмография

### Композитор
- 1991 — Полуночные игры (с Александром Боярским)
- 1993 — Пережёвывай!
- 1993 —Тук-тук
- 1996 — Memento mori
- 1998 — Детки
- 1999—2000 — Приключения в Изумрудном городе
- 2000 — Рунит
- 2000 — Хлебный дом
- 2001 — GSM
- 2001 — Малышок
- 2001 — О-ба-на
- 2001 — Пятёрочка
- 2001 — Сто одёжек
- 2001 — Царская икра
- 2002 — Замки «Чиза-Эльбор»
- 2002 — Шоколад «Белые ночи»
- 2003 — Карлик Нос
- 2003 — Божество
- 2004 — Алёша Попович и Тугарин Змей
- 2004 — Кот и Лиса
- 2005 — Контакт
- 2005 — Шерлок Холмс и доктор Ватсон: Убийство лорда Уотербрука
- 2006 — Добрыня Никитич и Змей Горыныч
- 2006 — Птица счастья
- 2006 — Уборная история — любовная история
- 2007 — Илья Муромец и Соловей Разбойник
- 2007 — Бог печали и радости
- 2008 — Закон жизни
- 2008 — Про Федота-стрельца, удалого молодца
- 2010 — Прячься!
- 2011 — Иван Царевич и Серый Волк
- 2014 — Мы не можем жить без космоса
- 2019 — Он не может жить без космоса

### Звукорежиссёр
- 1994 — Выключатель
- 1996 — Крепкий орешек

### Музыкант
- 2011 — Иван Царевич и Серый Волк — синтезаторы, сэмплеры
- 2012 — Три богатыря на дальних берегах — синтезаторы, сэмплеры
- 2013 — Иван Царевич и Серый Волк 2 — синтезаторы, сэмплеры

### Саунд-продюсер
- 1999—2000 — Приключения в Изумрудном городе
- 2006 — Добрыня Никитич и Змей Горыныч
- 2007 — Илья Муромец и Соловей Разбойник
- 2008 — Про Федота-стрельца, удалого молодца
- 2011 — Иван Царевич и Серый Волк

### Фильмы где использовалась его музыка
- 2010 — Три Богатыря и Шамаханская Царица — открывающая тема из первого фильма и песня «За лесами за горами»[6]
- 2013 — Иван Царевич и Серый Волк 2 — Марш богатырей / конечная музыка в титрах (увертюра первой части)
- 2014 — Три Богатыря. Ход Конём — диско из мультфильма «Иван Царевич и Серый Волк»
- 2015 — Иван Царевич и Серый Волк 3 — конечная музыка в титрах (увертюра первой части)
- 2019 — Урфин Джюс возвращается — момент со смартфоном и тиграми (тема «Косметика Лесные Прелести» из мультфильма «Иван Царевич и Серый Волк»)
- 2019 — Иван Царевич и Серый Волк 4 — конечная музыка в титрах (увертюра первой части)
- 2020 — Конь Юлий и большие скачки — из мультфильма «Илья Муромец и Соловей-Разбойник» (из эпизода «А не послать ли тебя, Князь, обратно в Киев?»)
- 2022 — Иван Царевич и Серый Волк 5 — флэшбеки Ивана и Василисы из первой части

### Музыкальный редактор
- 2006—2011 — Лунтик и его друзья

### Исполнение песен
- 2010 — Три Богатыря и Шамаханская Царица — За лесами за горами (с Александром Боярским)
- 2011 — Иван Царевич и Серый Волк — Марш Богатырей, Вихри сани, Пожар (с Александром Боярским)